# Élections constituantes de 1945 dans la Seine
Les élections législatives françaises de 1945 se déroulent le 21 octobre.

## Mode de scrutin
Les députés sont élus selon le système de représentation proportionnelle suivant la règle de la plus forte moyenne dans le département, sans panachage ni vote préférentiel.
Il y a 586 sièges à pourvoir dont 53 dans le département de Seine.
Le gouvernement ne voulant pas dépasser le nombre de 9 députés à élire en même temps, le département est divisé en 6 circonscriptions :
- les trois premières divisent la ville de Paris et sont toutes dotées de 10 sièges :
  - la première regroupe toute la rive gauche soit les 5e, 6e, 7e, 13e, 14e et 15e arrondissements,
  - la seconde regroupe la moitié ouest de la rive droite soit les 1er, 2e, 8e, 9e, 16e, 17e et 18e arrondissements,
  - la troisième regroupe donc l'est de la rive droite soit les 3e, 4e, 10e, 11e, 12e, 19e et 20e arrondissements ;
- la quatrième circonscription représente le sud du département, du canton de Vanves à celuis de Nogent-sur-Marne; actuellement dans les Hauts-de-Seine et le Val-de-Marne. Elle élit 8 députés ;
- la cinquième réunit l'ouest du département, du canton de Boulogne-Billancourt à celui de Saint-Ouen; actuellement le nord des Hauts-de-Seine et l'extrême ouest de la Seine-Saint-Denis. Elle est dotée de 8 députés ;
- la sixième englobe le reste du département, du canton de Saint-Denis à celui de Vincennes; actuellement l'ouest de la Seine-Saint-Denis et le nord du Val-de-Marne. Elle élit 7 députés.

## Élus
Les cinquante-trois députés élus sont : 
| Député élu                      | Parti | Parti |
| ------------------------------- | ----- | ----- |
| André Marty                     |       | PCF   |
| Ambroise Croizat                |       | PCF   |
| Hélène Solomon-Langevin         |       | PCF   |
| Marcel Cachin                   |       | PCF   |
| Jeannette Vermeersch            |       | PCF   |
| Henri Wallon                    |       | PCF   |
| Florimond Bonte                 |       | PCF   |
| Georges Cogniot                 |       | PCF   |
| Auguste Touchard                |       | PCF   |
| Denise Reydet                   |       | PCF   |
| Maurice Thorez                  |       | PCF   |
| Alfred Malleret-Joinville       |       | PCF   |
| Marie-Claude Vaillant-Couturier |       | PCF   |
| Albert Petit                    |       | PCF   |
| Étienne Fajon                   |       | PCF   |
| Alfred Costes                   |       | PCF   |
| Rose Guérin                     |       | PCF   |
| Émile Dutilleul                 |       | PCF   |
| Jacques Duclos                  |       | PCF   |
| Charles Tillon                  |       | PCF   |
| Fernand Grenier                 |       | PCF   |
| Madeleine Braun                 |       | PCF   |
| Francisque Gay                  |       | MRP   |
| Jean Cayeux                     |       | MRP   |
| Marc Gerber                     |       | MRP   |
| Solange Lamblin                 |       | MRP   |
| Robert Lecourt                  |       | MRP   |
| Jean-Jacques Juglas             |       | MRP   |
| Louis Bouté                     |       | MRP   |
| Robert Wetzel                   |       | MRP   |
| Marc Sangnier                   |       | MRP   |
| Paul Verneyras                  |       | MRP   |
| Francine Lefebvre               |       | MRP   |
| Paul Bacon                      |       | MRP   |
| Simone Rollin                   |       | MRP   |
| Fernand Bouxom                  |       | MRP   |
| Yves Fagon                      |       | MRP   |
| André Paillieux                 |       | MRP   |
| Eugène Rigal                    |       | MRP   |
| Paul Rivet                      |       | SFIO  |
| Maurice Lacroix                 |       | SFIO  |
| Daniel Mayer                    |       | SFIO  |
| Maurice Pouvrasseau             |       | SFIO  |
| André Le Troquer                |       | SFIO  |
| Robert Salmon                   |       | SFIO  |
| Henri Barré                     |       | SFIO  |
| Édouard Depreux                 |       | SFIO  |
| Jean-Daniel Jurgensen           |       | SFIO  |
| Antoine Avinin                  |       | SFIO  |
| Albert Gazier                   |       | SFIO  |
| Édouard Frédéric-Dupont         |       | URD   |
| Joseph Denais                   |       | URD   |

## Résultats

### À l'échelle du département
|                | PCF                     | 813 623   | 34,05  | 22 |  |  |
|                | MRP                     | 670 825   | 28,08  | 17 |  |  |
|                | SFIO                    | 511 893   | 21,43  | 12 |  |  |
|                | Fédération républicaine | 148 896   | 6,23   | 1  |  |  |
|                | Rad-soc                 | 68 376    | 2,86   | 0  |  |  |
|                | Divers droite           | 51 385    | 2,15   | 1  |  |  |
|                | PRSRF                   | 39 598    | 1,66   | 0  |  |  |
|                | Extrême droite          | 29 807    | 1,25   | 0  |  |  |
|                | Autres                  | 54 826    | 2,29   | 0  |  |  |
|                |                         |           |        |    |  |  |
| Inscrits       | Inscrits                | 2 765 816 | 100,00 | 53 |  |  |
| Abstentions    | Abstentions             | 314 692   | 11,38  |    |  |  |
| Votants        | Votants                 | 2 451 124 | 88,62  |    |  |  |
| Blancs et nuls | Blancs et nuls          | 61 895    | 2,53   |    |  |  |
| Exprimés       | Exprimés                | 2 389 229 | 97,47  |    |  |  |

### Par circonscription

#### Première circonscription (rive gauche de Paris)
|                | MRP Mouvement républicain populaire                                      | Francisque Gay          | 137 669 | 32,04  | 4  |  |  |
|                | Communiste Parti communiste français                                     | André Marty             | 115 657 | 26,92  | 3  |  |  |
|                | SFIO Section française de l'Internationale ouvrière (JR)                 | Paul Rivet              | 90 469  | 21,06  | 2  |  |  |
|                | Liberté Parti républicain de la liberté                                  | Édouard Frédéric-Dupont | 45 130  | 10,50  | 1  |  |  |
|                | Républicaine contre le fascisme et le communisme Fédération républicaine | Hubert Lefèvre-Pontalis | 13 835  | 3,22   | 0  |  |  |
|                | Unité républicaine Parti radical                                         | Jacques Locquin         | 10 218  | 2,38   | 0  |  |  |
|                | Communiste internationaliste Parti communiste internationaliste          | Albert Demazière        | 8 113   | 1,89   | 0  |  |  |
|                | Monarchiste de réconciliation des Français Divers (Royaliste)            | Joseph Almira           | 5 627   | 1,31   | 0  |  |  |
|                | Mouvement fédériste Divers (Fédériste)                                   | François Archer         | 1 692   | 0,39   | 0  |  |  |
|                | Misères et droits de l'homme Divers                                      | Edmond Dubois           | 1 210   | 0,28   | 0  |  |  |
|                |                                                                          |                         |         |        |    |  |  |
| Inscrits       | Inscrits                                                                 | Inscrits                | 500 601 | 100,00 | 10 |  |  |
| Abstentions    | Abstentions                                                              | Abstentions             | 58 772  | 11,74  |    |  |  |
| Votants        | Votants                                                                  | Votants                 | 441 829 | 88,26  |    |  |  |
| Blancs et nuls | Blancs et nuls                                                           | Blancs et nuls          | 12 196  | 2,76   |    |  |  |
| Exprimés       | Exprimés                                                                 | Exprimés                | 429 633 | 97,24  |    |  |  |

#### Deuxième circonscription (Ouest de la rive droite de Paris)
|                | MRP Mouvement républicain populaire                               | Robert Lecourt      | 133 702 | 30,18  | 4  |  |  |
|                | Communiste Parti communiste français                              | Marcel Cachin       | 100 192 | 22,61  | 3  |  |  |
|                | SFIO Section française de l'Internationale ouvrière               | Daniel Mayer        | 81 516  | 18,40  | 2  |  |  |
|                | Union républicaine nationale démocratique Fédération républicaine | Joseph Denais       | 65 323  | 14,74  | 1  |  |  |
|                | Union des républicains et de la résistance Parti radical          | Bernard Lafay       | 18 294  | 4,13   | 0  |  |  |
|                | Unité française anti-communiste Extrême droite                    | Charles Trochu      | 17 021  | 3,84   | 0  |  |  |
|                | Rassemblement des républicains PRSRF                              | Gabriel Warluzel    | 12 421  | 2,80   | 0  |  |  |
|                | Union monarchiste Divers (Monarchiste)                            | Jean-Marie Bourquin | 7 159   | 1,62   | 0  |  |  |
|                | Concentration républicaine Divers droite                          | Paul Moynet         | 4 013   | 0,91   | 0  |  |  |
|                | Reconstruction nationale Divers droite (Gaulliste)                | Amédée Brousset     | 2 242   | 0,51   | 0  |  |  |
|                | Mouvement fédériste Divers (Fédériste)                            | Pierre Pichon       | 1 175   | 0,27   | 0  |  |  |
|                |                                                                   |                     |         |        |    |  |  |
| Inscrits       | Inscrits                                                          | Inscrits            | 522 641 | 100,00 | 10 |  |  |
| Abstentions    | Abstentions                                                       | Abstentions         | 64 904  | 12,42  |    |  |  |
| Votants        | Votants                                                           | Votants             | 457 737 | 87,58  |    |  |  |
| Blancs et nuls | Blancs et nuls                                                    | Blancs et nuls      | 14 679  | 3,21   |    |  |  |
| Exprimés       | Exprimés                                                          | Exprimés            | 443 058 | 96,79  |    |  |  |

#### Troisième circonscription (Est de la rive droite de Paris)
|                | Communiste Parti communiste français                    | Florimond Bonte   | 163 512 | 34,59  | 4  |  |  |
|                | MRP Mouvement républicain populaire                     | Marc Sangnier     | 119 472 | 25,27  | 3  |  |  |
|                | SFIO Section française de l'Internationale ouvrière     | André Le Troquer  | 111 153 | 23,51  | 3  |  |  |
|                |                                                         |                   |         |        |    |  |  |
|                | Union nationale et démocratique Fédération républicaine | Lucien Besset     | 29 913  | 6,33   | 0  |  |  |
|                | Démocrate d'action civique et sociale UDSR              | Marcel Léveque    | 16 997  | 3,60   | 0  |  |  |
|                | Concentration républicaine Parti radical                | Georges Laffargue | 16 506  | 3,49   | 0  |  |  |
|                | Réconc. Fr                                              | Georges Roger     | 12 285  | 2,60   | 0  |  |  |
|                | Fédériste                                               | Pierre Pourchau   | 2 955   | 0,63   | 0  |  |  |
|                |                                                         |                   |         |        |    |  |  |
| Inscrits       | Inscrits                                                | Inscrits          | 550 641 | 100,00 | 10 |  |  |
| Abstentions    | Abstentions                                             | Abstentions       | 61 997  | 11,26  |    |  |  |
| Votants        | Votants                                                 | Votants           | 488 644 | 88,74  |    |  |  |
| Blancs et nuls | Blancs et nuls                                          | Blancs et nuls    | 15 871  | 3,25   |    |  |  |
| Exprimés       | Exprimés                                                | Exprimés          | 472 773 | 96,75  |    |  |  |

#### Quatrième circonscription (banlieue sud)
|                | Communiste Parti communiste français                | Maurice Thorez  | 150 167 | 39,92  | 4 |  |  |
|                | MRP Mouvement républicain populaire                 | Paul Bacon      | 99 478  | 26,44  | 2 |  |  |
|                | SFIO Section française de l'Internationale ouvrière | Édouard Depreux | 84 272  | 22,40  | 2 |  |  |
|                |                                                     |                 |         |        |   |  |  |
|                | Radicaux indépendants                               | Jean Leroy      | 16 864  | 4,48   | 0 |  |  |
|                | Entente républicaine Fédération républicaine        | Pierre Guérard  | 11 450  | 3,04   | 0 |  |  |
|                | Radicale-socialiste Parti radical                   | Marcel Perrin   | 7 761   | 3,49   | 0 |  |  |
|                | Soc. ind                                            | Marcel Biegnon  | 5 820   | 1,55   | 0 |  |  |
|                |                                                     |                 |         |        |   |  |  |
| Inscrits       | Inscrits                                            | Inscrits        | 430 772 | 100,00 | 8 |  |  |
| Abstentions    | Abstentions                                         | Abstentions     | 54 563  | 12,67  |   |  |  |
| Votants        | Votants                                             | Votants         | 376 209 | 87,33  |   |  |  |
| Blancs et nuls | Blancs et nuls                                      | Blancs et nuls  | 3 020   | 0,8    |   |  |  |
| Exprimés       | Exprimés                                            | Exprimés        | 373 189 | 99,2   |   |  |  |

#### Cinquième circonscription (banlieue ouest)
|                | Communiste Parti communiste français                                                          | Étienne Fajon            | 140 153 | 39,25  | 4 |  |  |
|                | MRP Mouvement républicain populaire                                                           | Fernand Bouxom           | 98 338  | 27,54  | 2 |  |  |
|                | SFIO Section française de l'Internationale ouvrière (JR)                                      | Antoine Avinin           | 84 272  | 23,04  | 2 |  |  |
|                |                                                                                               |                          |         |        |   |  |  |
|                | Action démocratique contre les fascismes de droite et de gauche Fédération républicaine (PSF) | Edmond Barrachin         | 19 890  | 5,57   | 0 |  |  |
|                | Radicale-socialiste Parti radical                                                             | Ernest Pernet            | 9 434   | 2,64   | 0 |  |  |
|                | Réconconciliation sociale et ralliement anticmmuniste                                         | Emmanuel Beau de Loménie | 6 972   | 1,95   | 0 |  |  |
|                |                                                                                               |                          |         |        |   |  |  |
| Inscrits       | Inscrits                                                                                      | Inscrits                 | 408 204 | 100,00 | 8 |  |  |
| Abstentions    | Abstentions                                                                                   | Abstentions              | 44 056  | 10,79  |   |  |  |
| Votants        | Votants                                                                                       | Votants                  | 364 148 | 89,21  |   |  |  |
| Blancs et nuls | Blancs et nuls                                                                                | Blancs et nuls           | 7 098   | 1,95   |   |  |  |
| Exprimés       | Exprimés                                                                                      | Exprimés                 | 357 050 | 98,05  |   |  |  |

#### Sixième circonscription (banlieue est)
|                | Communiste Parti communiste français                                                | Jacques Duclos     | 143 942 | 46,60  | 4 |  |  |
|                | MRP Mouvement républicain populaire                                                 | André Paillieux    | 82 166  | 26,61  | 2 |  |  |
|                | SFIO Section française de l'Internationale ouvrière                                 | Gérard Jaquet      | 60 211  | 19,49  | 1 |  |  |
|                |                                                                                     |                    |         |        |   |  |  |
|                | Concentration républicaine Fédération républicaine (Union patriotique républicaine) | Pierre Ruhlmann    | 8 485   | 2,75   | 0 |  |  |
|                | Républicaine de la réconciliation française                                         | Paul Pernin        | 7 920   | 2,56   | 0 |  |  |
|                | Radical-socialiste Parti radical                                                    | Alfred Secqueville | 6 163   | 2,00   | 0 |  |  |
|                |                                                                                     |                    |         |        |   |  |  |
| Inscrits       | Inscrits                                                                            | Inscrits           | 353 007 | 100,00 | 7 |  |  |
| Abstentions    | Abstentions                                                                         | Abstentions        | 37 430  | 10,6   |   |  |  |
| Votants        | Votants                                                                             | Votants            | 315 577 | 89,4   |   |  |  |
| Blancs et nuls | Blancs et nuls                                                                      | Blancs et nuls     | 6 690   | 2,12   |   |  |  |
| Exprimés       | Exprimés                                                                            | Exprimés           | 308 887 | 97,88  |   |  |  |